# Emotion (album de Carly Rae Jepsen)
Pour les articles homonymes, voir Emotion (homonymie).
Albums de Carly Rae Jepsen
Kiss
(2012)
Singles
1. I Really Like You
Sortie : 1 mars 2015
2. Run Away With Me
Sortie : 17 juillet 2015
3. Your Type
Sortie : 7 novembre 2015
4. Boy Problems
Sortie : mars 2016

Emotion (stylisé E•MO•TION) est le troisième album studio de l'artiste canadienne Carly Rae Jepsen. Il  sort le 24 juin 2015 au Japon, le 21 août 2015 aux États-Unis et le 17 septembre 2015 en France et en Europe.
Lors de sa sortie au Japon, l'album s'est classé huitième des ventes avec 12 189 exemplaires lors de la première semaine.
Emotion est aussi le titre de la deuxième chanson de l'album.

## Critiques et réception
E•MO•TION a été acclamé par les critiques du monde entier. L'album est directement inspiré des années 80, ce que les critiques ont félicité. La moyenne des notes de l'album sont de 77/100 sur Metacritic, l'un des meilleurs scores depuis 2000 pour un album pop. Il est cité par de nombreux magazines (Rolling Stone, Picthfork Media, Time , NME...) comme l'un des meilleurs  albums et l'une des belles surprises de l'année 2015. 
Au Japon l'album est un succès et se vendra à près de 120 000 exemplaires, cependant dans le reste du monde il reçoit un succès commercial mitigé.

## Listes des titres
| 1.  | Run Away With Me             | 4:11 |
| 2.  | E•MO•TION                    | 3:17 |
| 3.  | I Really Like You            | 3:24 |
| 4.  | Gimmie Love                  | 3:22 |
| 5.  | All That                     | 4:38 |
| 6.  | Boy Problems                 | 3:42 |
| 7.  | Making the Most of the Night | 3:58 |
| 8.  | Your Type                    | 3:19 |
| 9.  | Let's Get Lost               | 3:13 |
| 10. | LA Hallucinations            | 3:04 |
| 11. | Warm Blood                   | 4:13 |
| 12. | When I Needed You            | 3:41 |

| 13. | Black Heart                      | 2:59 |
| 14. | I Didn't Just Come Here to Dance | 3:39 |
| 15. | Favourite Colour                 | 3:29 |

| Bonus album japonais | Bonus album japonais  | Bonus album japonais | Bonus album japonais | Bonus album japonais | Bonus album japonais | Bonus album japonais | Bonus album japonais | Bonus album japonais | Bonus album japonais |
| No                   | Titre                 | Durée                |                      |                      |                      |                      |                      |                      |                      |
| -------------------- | --------------------- | -------------------- | -------------------- | -------------------- | -------------------- | -------------------- | -------------------- | -------------------- | -------------------- |
| 16.                  | Never Get to Hold You | 4:13                 |                      |                      |                      |                      |                      |                      |                      |
| 17.                  | Love Again            | 3:35                 |                      |                      |                      |                      |                      |                      |                      |
| 65:06                |                       |                      |                      |                      |                      |                      |                      |                      |                      |

## Classement
| Chart (2015)             | Pick position |
| ------------------------ | ------------- |
| Japon (Oricon)           | 8             |
| Canada (Canadian Albums) | 8             |